# قاضي عبد المجيد عابد
قاضي عبد المجيد عابد (بالأردوية:  قاضی عبد المجید عابد )‏، سياسي وصحفي بارز من حيدر آباد في إقليم السند في باكستان. تولى عدة مناصب في مجلس الوزراء الاتحادي، فكان الوزير الاتحادي للمعلومات والإذاعة، ووزير التعليم الاتحادي، والوزير الاتحادي للأغذية والزراعة، والوزير الاتحادي للمياه والطاقة. هو والد رئيسة برلمان باكستان فهميدة ميرزا، وهو عضو سابق في المجلس الوطني الباكستاني ورئيس صحيفة ديلي إبرات. وحصل على جائزة منتدى الكتاب في عام 1985. توفي في في 31 أغسطس 1996.